# Mangghystau (região)

Localização da região de Mangghystau

Mangghystau (Маңғыстау, em cazaque; Мангистауская, em russo) é uma região do Cazaquistão. Sua capital é Aktau. A população estimada da região é de 316.800 habitantes.